# Imagen pública de Javier Milei

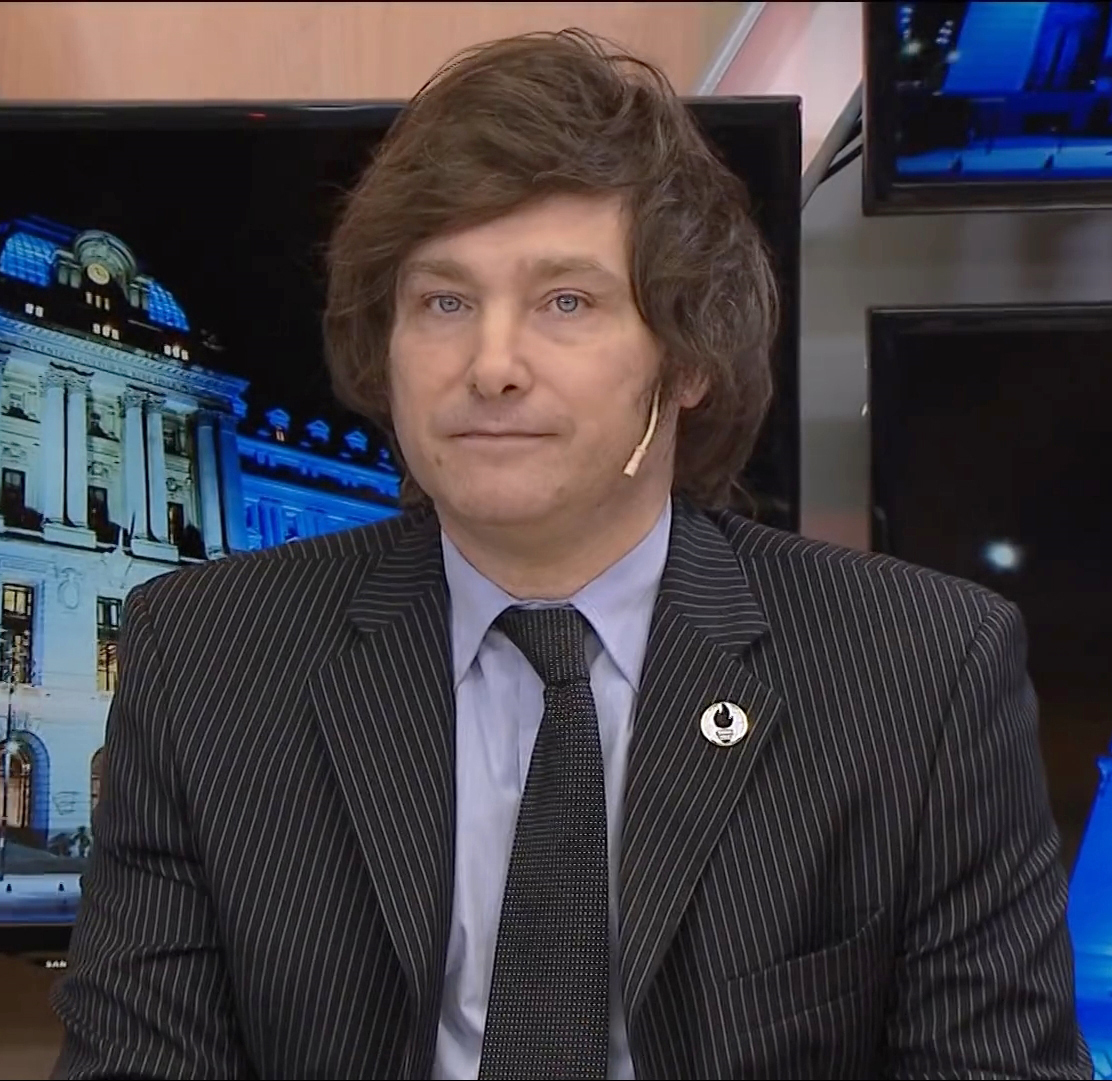
Milei durante una entrevista de 2019 en Todo Noticias

Javier Milei, presidente de Argentina desde 2023, ha cultivado una imagen pública compleja y controvertida marcada por una mezcla de ideologías libertarias y conservadoras. Conocido por sus opiniones económicas liberales y su retórica de derecha, su postura política ha sido objeto de diversas interpretaciones por parte de los medios internacionales y comentaristas políticos. El ascenso de Milei a la prominencia durante las elecciones presidenciales argentinas de 2023, impulsado por su victoria en las primarias, despertó una atención generalizada. Sus propuestas, incluida la abolición del Banco Central de Argentina y la adopción de la dolarización, han sido tanto aclamadas como criticadas.
A pesar de las críticas, la defensa de Milei del liberalismo económico, el conservadurismo fiscal y la reducción de la intervención gubernamental, junto con su imagen antisistema, ha resonado en un segmento del electorado argentino frustrado con las estructuras políticas tradicionales que lo llevaron a la presidencia. Así, su imagen pública encapsula la naturaleza polarizadora de sus ideologías políticas y económicas dentro del contexto de la política argentina contemporánea.

## Vida

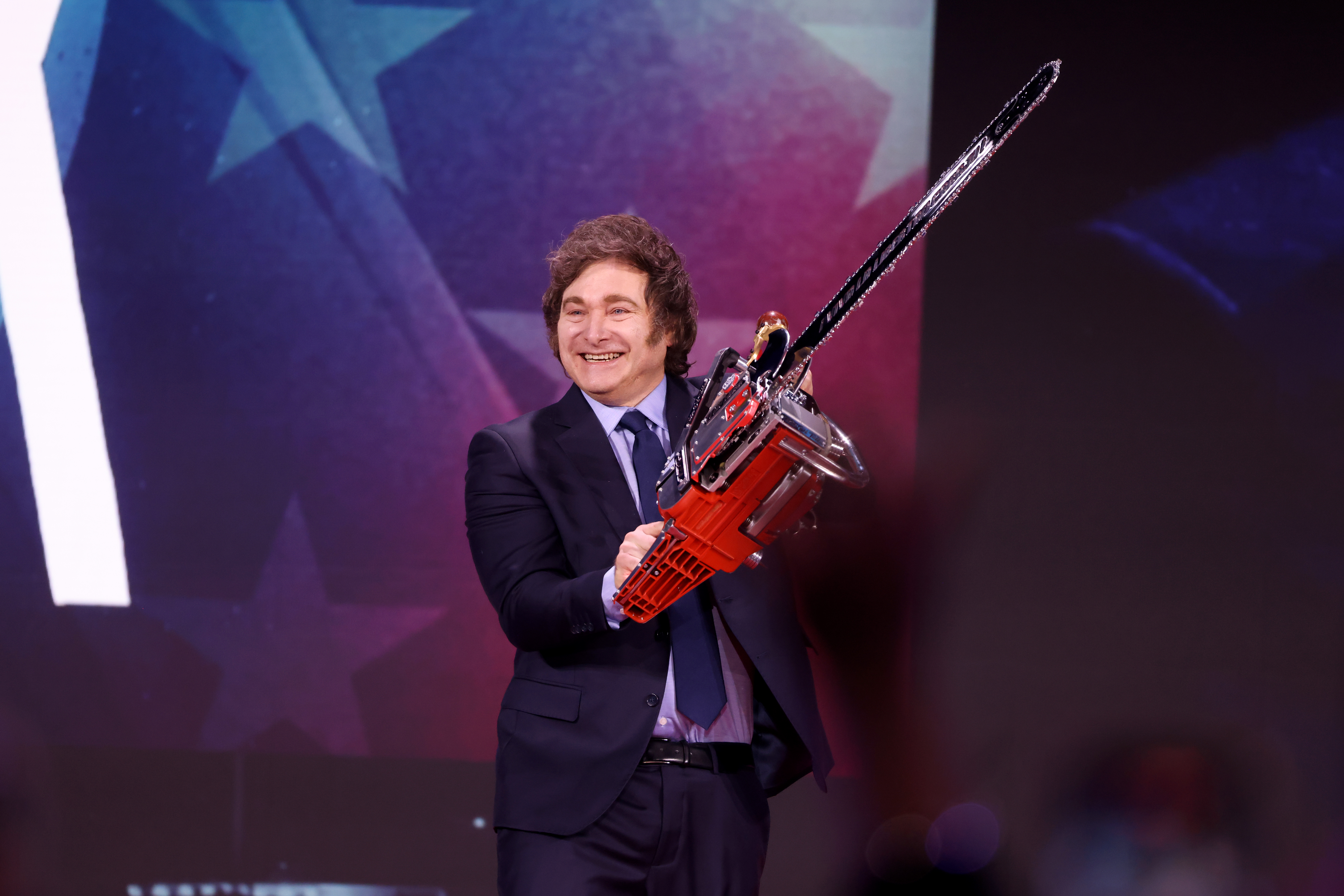
Javier Milei manejando una motosierra

La vida de Milei atrajo mucha atención y a veces controversia, y ha sido descrita como excéntrica, y obtuvo un número significativo de seguidores por su estilo grandilocuente, apariciones en televisión y trayectoria como músico de rock; apeló a los problemas de corrupción en Argentina y arremetió contra lo que él describe como la casta política de Argentina. Fue portero antes de estudiar Economía en la Universidad de Belgrano, y también formó una banda de covers en su juventud y ha sido docente de Economía. Los momentos notables en la campaña política de Milei incluyeron un video viral de él arrancando tarjetas de un tablero de pared con los nombres de los ministerios que quiere abolir y arrojándolas al aire mientras decía «afuera», blandiendo una motosierra en el escenario, rompiendo una piñata en el aire para simbolizar sus planes, llamando al Papa Francisco «un izquierdista sucio» y elogiando al gánster estadounidense Al Capone como «un héroe».
Debido a su excéntrico peinado, a Milei le han apodado El Peluca. Ha dicho constantemente que no se peina, lo que le ha valido una gran atención mediática, así como comparaciones con otros populistas de derecha como Boris Johnson, Donald Trump y Geert Wilders. Sólo Lilia Lemoine, vicepresidenta de su partido y cosplayer, es capaz de peinar su cabello. Milei también es cosplayer y tiene un personaje de superhéroe llamado «General AnCap». También defiende el amor libre. En una entrevista de junio de 2020, reveló su participación en varios tríos y su papel como instructor de neotantra, describiéndose a sí mismo como un instructor de sexo tántrico, afirmando ser capaz de retener la eyaculación durante tres meses. En mayo de 2022, Milei dijo: «No me disculparé por tener pene. No tengo que sentir vergüenza de ser un hombre, blanco, rubio con ojos celestes». Además de su apodo El Loco, los medios de comunicación lo llamaron «cantante de rock e instructor de sexo tántrico», «exentrenador de sexo tántrico», una «mezcla de predicador mesiánico y estrella de rock», y lo compararon con Trump y Wolverine. Milei se autodenomina «El Rey de la Selva».
En julio de 2023, Juan Luis González estrenó El Loco, una biografía no autorizada de Milei, a quien entrevistó varias veces. El libro buscaba definir la Nueva Derecha en Argentina, y González dijo que no podía evitar hablar de Milei, incluida su excéntrica vida personal, que abarca desde la telepatía y el esoterismo hasta hablar con su perro muerto y su «misión enviada por Dios» de convertirse en presidente de Argentina. En el prólogo del libro, González escribió: «Con el paso de los meses, las entrevistas, las reuniones internas, el seguimiento de facturas, sellos y papeleo, el trabajo pasó de ser un trabajo de campo con ribetes casi académicos a un trabajo tragicómico, a medio camino entre el cine negro de Raymond Chandler y La confederación de los necios de John Kennedy Toole».
Javier Milei fue elegido como una de las Personas del Año 2024 según la revista Time.

## Ciencias económicas
Milei es autor de varios libros sobre política y economía y ha presentado los programas de radio Cátedra libre y Demoliendo mitos. Alcanzó notoriedad y exposición pública a través de sus debates y declaraciones en los programas de televisión de diversos canales de Argentina, lo que lo llevó a seguir una carrera política en 2021. Aunque forma parte de la Escuela Austriaca, que se considera parte de la economía heterodoxa y generalmente tiene opiniones escépticas sobre el uso de las matemáticas en la economía, Milei emplea con frecuencia fórmulas y gráficos matemáticos en sus escritos. Esto ha dado lugar a críticas tanto de la Escuela Austriaca como de los economistas argentinos tradicionales.
Se ha descrito a Milei como un economista controvertido y excéntrico, y un economista ultralibertario. En 2021 fue acusado de plagio en su El Cronista y columnas y obras de Infobae de El camino del libertario a Pandenomics, en el que se le acusaba de haber plagiado a tres científicos mexicanos. Por sus columnas fue acusado de haber plagiado a los principales autores de la Escuela Austriaca, como Henry Hazlitt, Ludwig von Mises, Murray Rothbard, Friedrich Hayek y Walter Block. Desestimó esas acusaciones, diciendo: «No tiene sentido». Argumentó que, como eran notas de divulgación, no había necesidad de nombrar a los autores por una cuestión práctica. Por Pandenomics, se le acusó de haber plagiado trabajos de otros académicos, como un modelo matemático para estudiar diferentes brotes epidémicos a lo largo de la historia, entre otros.

## Posiciones políticas
Los comentaristas políticos categorizan las opiniones ideológicas de Milei como una mezcla de corrientes populistas, libertarias de derecha y conservadoras, junto con economía ultraliberal, política populista de derecha, ultraconservadora y de extrema derecha, y que representan la antipolítica. La propuesta de Milei de abolir el Banco Central de Argentina y de dolarizar el país ha suscitado críticas. Las opiniones de Milei en materia de política exterior han sido descritas como radicales al igual que sus opiniones sociales y económicas. Los economistas argentinos tradicionales también criticaron su trabajo económico y su presentación, describiendo sus conceptos como confusos y argumentando que las fórmulas que utiliza no son correctas; en particular, criticaron sus propuestas de abolición del Banco Central de Argentina y de dolarización. Milei desestimó las críticas a la dolarización, diciendo que no entienden «la condición de transversalidad».
A pesar de su antiperonismo y sus críticas al peronismo, algunos comentaristas citaron similitudes y contradicciones entre Milei y el peronismo, y argumentaron que sigue siendo un representante del peronismo, donde el peronismo no es solo una ideología sino que se considera una forma de gobernar,  citando ejemplos de peronismo de izquierda —kirchnerismo— y peronismo de derecha, como el de Carlos Menem, que privatizó y emprendió reformas neoliberales. Otros coincidieron en que Milei es un populista, pero argumentaron que está utilizando el populismo con fines liberales.  Milei también criticó a políticos individuales de la coalición de centroderecha Juntos por el Cambio, a la que logró empujar hacia la derecha desde 2015.
Las posturas de Milei sobre cuestiones sociales, como el aborto, son la principal razón por la que los comentaristas políticos y otros libertarios no lo consideran verdaderamente un libertario. Entre los libertarios, algunos lo describieron como libertario por sus posturas económicas libertarias o neoliberales en general, y rechazaron las comparaciones con Donald Trump y Jair Bolsonaro, mientras que otros citaron la cuestión del aborto como una razón para no llamarlo libertario. Milei afirmó: «Estoy en contra del aborto porque creo en el proyecto de vida de los demás. La mujer puede elegir sobre su cuerpo, pero lo que tiene dentro de su vientre no es su cuerpo, es otro individuo». En respuesta, Carmen Beatriz Fernández, experta en comunicación política, afirmó que Milei no es libertario sino un «neopopulista o autoritario de derechas». Guillermo Tell Aveledo, politólogo y decano de la Facultad de Estudios Jurídicos y Políticos de la Universidad Metropolitana de Caracas, señaló: «Sus críticas en temas como presupuestos y políticas específicas, tanto en su etapa como comentarista de programas de televisión como ahora como congresista, han estado dirigidas al tamaño y acción del Estado, por lo que encaja en el perfil de un libertario». Al mismo tiempo, coincidió en que las posiciones conservadoras de Milei y otras contradicciones le impiden ser considerado un «libertario genuino». Como resultado, argumentó que el «paleolibertarianismo (libertario conservador)» o «anarcocapitalista», es decir, alguien que cree en una forma de capitalismo de libre mercado sin Estado, o que la sociedad puede organizarse y funcionar solo con el mercado sin la necesidad del Estado, son etiquetas más apropiadas para describir las políticas de Milei.

### Análisis académico
Los politólogos generalmente sitúan a Milei en el contexto de la extrema derecha global,  junto a Donald Trump y Jair Bolsonaro. A Milei se le ha denominado el «Trump de las Pampas», aunque hay cierto desacuerdo sobre sus comparaciones con Trump. Federico Finchelstein, historiador argentino que estudia la extrema derecha mundial, dijo que Milei era incluso más peligroso que Trump. En vísperas de la elección de Milei, Finchelstein declaró: «Es mucho más excesivo e inestable que [Jair] Bolsonaro y Trump. Por lo tanto, es altamente impredecible lo que esta persona podría hacer [en el poder]». Benjamin Gedan, director del Proyecto Argentina en el Wilson Center con sede en Washington, dijo: «Las figuras de extrema derecha están mareadas por la victoria de Milei e intentarán reclutarlo para su movimiento global. Claramente simpatiza con muchos de estos individuos y sus partidos políticos. Dicho esto, hay señales de que trazará un rumbo más independiente». Señalando la personalidad más claramente outsider de Milei, su carácter más ideológico que Trump y un libertario económico de derecha y oponente del proteccionismo, Gabriel Vommaro, sociólogo y analista político con sede en Argentina, afirmó que sería un error hacer la comparación «sin tener en cuenta las particularidades locales». En cambio, quienes se oponían a las comparaciones entre Milei y Trump argumentaron que Pedro Castillo, el expresidente de Perú, era una comparación más local y adecuada para Milei, ya que ambos eran claramente outsiders políticos y carecían de mayoría parlamentaria. Así, Gerardo Munck, profesor argentino de relaciones internacionales en la Universidad del Sur de California, se pregunta: «El problema con Milei es que es probable que sea débil en lugar de muy fuerte. ¿Está más cerca de Trump o de Pedro Castillo?».
Si bien en palabras de Cristóbal Rovira, profesor de Ciencia Política de la Universidad Católica de Chile, «Milei tiene un componente libertario que lo convierte en una criatura rara en comparación con la ultraderecha de América Latina», se lo ubica en el contexto de la extrema derecha global. Dijo: «Hay una ola bastante global de extrema derecha. Empiezan en Europa occidental, donde está el caso emblemático de Jean-Marie Le Pen en Francia en los años 80, se expanden a Europa del Este y hoy vemos que empiezan a ganar territorio en otros lugares: Trump, Bolsonaro». Según Rovira, «Milei encajaría en el prototipo de lo que son estas ultraderechas». Dijo: «A nivel académico los definimos por dos criterios importantes. Primero, están a la derecha de la derecha mainstream y profesan ideas mucho más radicales. En el caso de Argentina, Milei se posiciona a la derecha del macrismo. Segundo, mantienen una relación ambivalente con el sistema democrático y a veces profesan ideas autoritarias. Eso los diferencia de la derecha tradicional, que actúa dentro de las reglas del juego democrático». Según Rovira, «el caso de Milei encaja muy bien en esta doble clasificación».
Andrés Malamud, investigador del Instituto de Ciencias Sociales de la Universidad de Lisboa, sostiene que el discurso de Milei es anarcocapitalista ya que «se limita a intereses e incentivos: bajar impuestos, reducir la intervención del Estado, liberalizar incluso el tráfico de órganos... Técnicamente, también es un minarquista. Un ultraliberal doctrinario sería lo más comprensible». Sobre el atractivo de Milei, Malamud afirma: «El secreto político es apelar a los instintos básicos, bajo banderas simples: libertad, vida y propiedad. Por eso a Milei le encantan los platós de televisión, donde grita, insulta y aplasta a todo aquel que lo critica. Su pelo negro rizado es el icono de su campaña. En el escenario, viste cuero negro: se enciende fuego en el clímax de sus discursos». Malamud añadió que «Milei es un vitalista: no está aquí 'para guiar corderos sino para despertar leones', como él mismo dice. De ahí saca sus valores conservadores, como el nacionalismo y el antiabortismo». Pablo Touzón, politólogo y director de la consultora Escenarios, dijo que «Milei es una máquina de guerra contra [la clase política], un ladrillo lanzado contra la vidriera de una joyería». Touzón añadió: «Él combina una especie de ortodoxia ultraliberal, de [Milton] Friedman y [Friedrich] von Hayek... se ve a sí mismo como un guerrero contra el Estado. Pero combina esa ideología hiperliberal y de libertad con elementos de extrema derecha». Sobre sus comparaciones con Trump, Touzón afirmó que Milei representa una versión local del trumpismo que no defiende el proteccionismo. Sobre su ascenso en las encuestas, Touzón dijo: «Si tiene tantos votantes no es porque sea liberal, es porque representa al anti-establishment, como lo hizo Podemos en España desde la izquierda. Aquí, [en Argentina], lo hace desde la derecha».

## Elecciones presidenciales de 2023

### Cobertura de noticias electorales
En 2021, Milei rechazó el uso de la etiqueta de extrema derecha para describir sus puntos de vista y dijo: «Soy liberal-libertario, estas posiciones son cosas de izquierda, porque para la izquierda, todo lo que no está de su lado está de la derecha». Poco antes de las elecciones presidenciales francesas de 2022, Milei fue comparado con la candidata Marine Le Pen. La sorpresiva victoria de Milei en las elecciones primarias argentinas de agosto de 2023 logró reconocimiento internacional y titulares de los medios, que informaron sobre ello y el incierto escenario electoral argentino para las elecciones generales argentinas de octubre de 2023. Los analistas vieron su victoria como resultado de la frustración de los votantes tanto con los gobiernos peronistas como con los no peronistas. Gran parte de la prensa internacional mencionó la dolarización y destacó sus polémicas, como la venta de órganos y el libre porte de armas. También citaron la escalada del dólar y el alza de las tasas de interés del Banco Central de Argentina y lo situaron en el contexto de un escenario de extrema volatilidad e incertidumbre.
Milei fue descrito como un populista de extrema derecha, outsider de extrema derecha, libertario de extrema derecha, populista libertario, ultraderechista, y ultraliberal, y etiquetado con la extrema derecha o la derecha radical por agencias de noticias internacionales como Al Jazeera English, ls BBC, el Reuters; periódicos incluyendo The Economist, The Daily Telegraph, Financial Times, Le Monde, The New York Times, y el The Wall Street Journal; revistas de noticias como Time; y varias publicaciones argentinas y en español, incluidas entre las otras El Diario, elDiario.es, El Mundo, El País, Perfil, Télam, y Tiempo Argentino. Reuters informó que era un «candidato radical de derechas» y un outsider de extrema derecha, Time lo vio como un populista de la derecha alternativa, El País lo describió como un «ultraderechista libertario» y «anarcocapitalista que representa una Argentina enojada», CNN lo encontró como un outsider de extrema derecha, The Economist encabezó que «Argentina podría obtener su primer presidente libertario», CBC News lo describió como una «marca de fuego libertaria», y la BBC lo describió como un «admirador de Trump». Fue comparado con Donald Trump, Jair Bolsonaro, Tucker Carlson, y Ron DeSantis.

#### Américas
En Estados Unidos, la Associated Press destacó las polémicas declaraciones de Milei y dijo que podría ser el próximo presidente de Argentina, diciendo: «Él cree que la venta de órganos humanos debería ser legal, el cambio climático es una “mentira socialista”, la educación sexual es una estratagema para destruir a la familia y que el Banco Central debería ser abolido». Lo describieron como «el último ejemplo de cómo los populistas de derecha están haciendo incursiones en América Latina, apelando a una ciudadanía enojada con la política como siempre y ansiosa por que los outsiders sacudan el sistema». El New York Times destacó la propuesta de dolarización de Milei, a quien describió como un libertario de extrema derecha, escribiendo: «Javier Milei, que quiere abolir el banco central y adoptar el dólar estadounidense como moneda de Argentina, es ahora el favorito en las elecciones generales de otoño».
En Brasil, Folha describió a Milei como un radical de derecha cuyas propuestas incluían la «venta de órganos, la liberalización de las armas, la dolarización de la economía y el fin del Banco Central». O Globo lanzó una serie de artículos de opinión sobre la victoria de Milei en las elecciones generales de octubre y dijo que el actual presidente de Brasil, Luiz Inácio Lula da Silva, debe estar preparado para lo que describieron como «la llegada de Javier Milei», a quien caracterizaron como «aliado de Jair Bolsonaro» y «adverso al Partido de los Trabajadores», fundado por Lula. En Uruguay, El País encabezó «Batacazo de Milei en las elecciones de PASO en Argentina: supera el sector de Macri y el kirchnerismo». En Chile, La Tercera escribió: «Milei pega fuerte y es el más votado, Bullrich supera a Larreta y el kirchnerismo queda tercero». En Perú, La República calificó la victoria de Milei como una sorpresa y dijo que los mercados en Argentina colapsaron después de los resultados de las elecciones primarias.

#### Europa

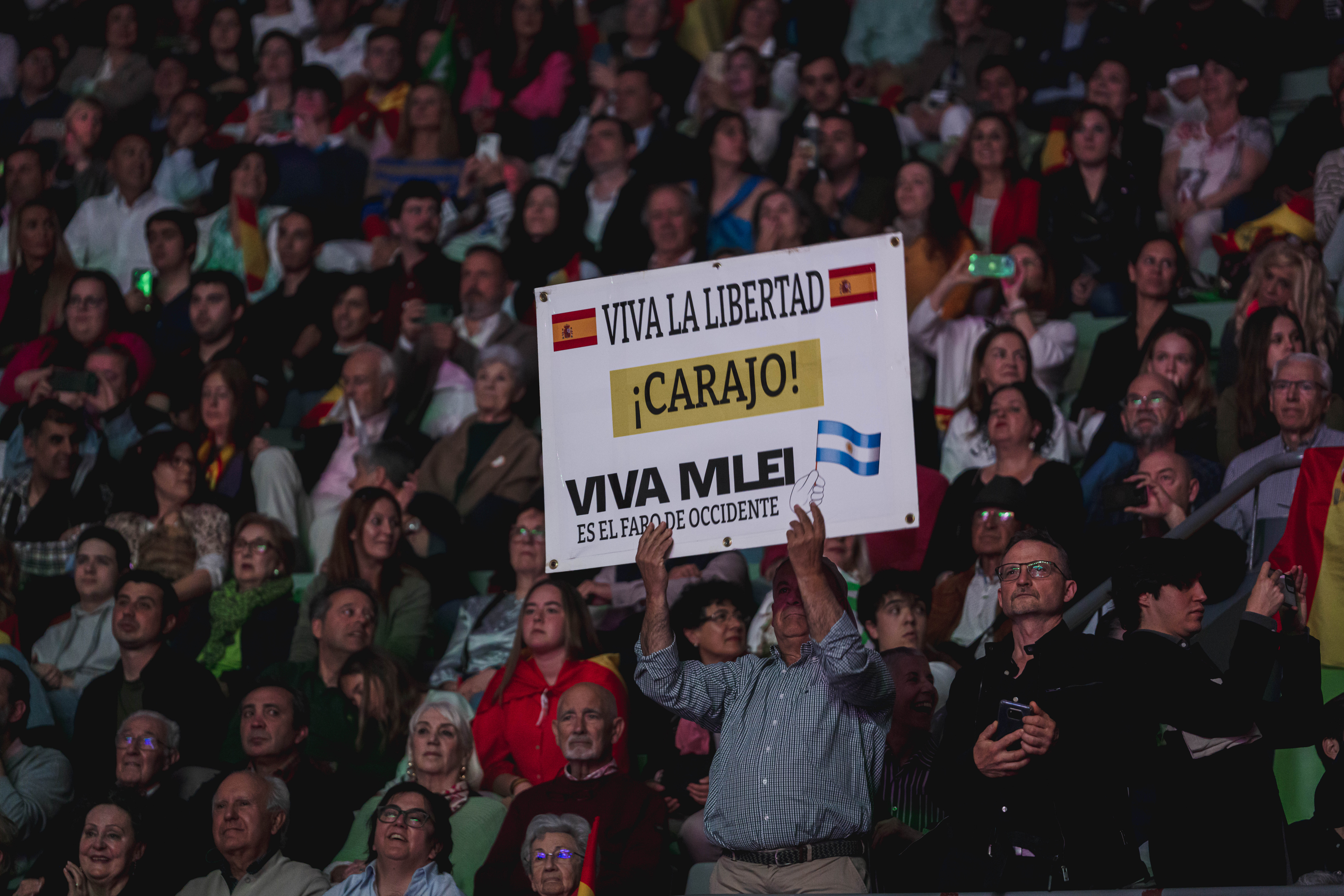
Cartel a favor de Milei en la convención Viva 2024 de Vox en Madrid, mayo de 2024

En España, El Mundo destacó la victoria de Milei sobre el peronismo, titulando «Argentina. El peronismo sufre la peor derrota de su historia y la ultraderecha libertaria de Milei gana las primarias». El País tituló «Javier Milei capitaliza el voto protesta y gana las elecciones primarias en Argentina». En Francia, Le Figaro vio al fenómeno Milei como «la nueva sensación de la política argentina» y lo describió como un liberal de extrema derecha anti-establishment con «aires de estrella de rock». Le Monde destacó que Milei «desbarata el panorama político argentino» a favor de «un Estado reducido a su mínima expresión, defiende la libertad de portar armas y vender órganos. Es decididamente escéptico climático y rechaza el aborto legal, [que fue] aprobado en 2020 en Argentina. Muestra sus afinidades con los expresidentes Donald Trump y Jair Bolsonaro».
En el Reino Unido, BBC News tituló «El antisistema Javier Milei sorprende al ganar las primarias en Argentina». Daily Mail tituló «¿Quién es Javier Milei, el político populista de extrema derecha de Argentina?». Financial Times destacó el significado político de la sorpresiva victoria de Milei, describiéndolo como un derechista radical que, según dicen, conmocionó la escena política en Argentina y revolucionó la carrera presidencial con su victoria en las primarias. Reuters tituló «El ultraderechista argentino Javier Milei registra victoria sorpresiva en elecciones primarias» y describió la victoria de Milei como un voto de castigo de los argentinos a las dos principales fuerzas políticas del país. De esta manera, los votantes impulsaron «a un candidato libertario, rockero y outsider al primer lugar en un enorme cambio en la carrera hacia las elecciones presidenciales de octubre», y dieron «un duro revés a la coalición peronista de centroizquierda y al principal bloque de oposición conservadora Juntos por el Cambio con una inflación del 116 % y una crisis del costo de vida que deja a cuatro de cada diez personas en la pobreza».
En Rusia, la cadena estatal RT calificó a Milei de «polémico y negacionista», y destacó los cambios que su triunfo provocaría en la política argentina, marcados por el «tripartismo y un nuevo liderazgo», mientras que la agencia estatal Sputnik lo calificó de «candidato outsider» y «cisne negro».

#### Asia oriental
En China, la agencia estatal Xinhua recurrió a una definición del analista Rosendo Fraga para describir a Milei como «un representante de la extrema derecha occidental que adopta actitudes de estrella de rock» y «encontró eco especialmente entre los jóvenes libertarios».

### Encuesta de opinión
De cara a las elecciones generales de 2023, diversas encuestas de opinión pública mostraban percepciones mixtas sobre Milei en Argentina. Por ejemplo, una encuesta realizada por Atlas Intel en noviembre indicó que Milei lideraba sobre Sergio Massa con un 48,6 % contra un 44,6 %. Por el contrario, la encuesta del Centro Estratégico Latinoamericano de Geopolítica mostró a Massa ligeramente por delante con un 46,7 % frente al 45,3 % de Milei. Las encuestas de la Universidad de San Andrés y de CB Consultora también favorecían a Milei, con ventaja por distintos márgenes. En contraste, las encuestas de Circuitos y Giacobbe predijeron una carrera reñida, con resultados oscilantes entre ambos candidatos. Estas encuestas pusieron de relieve un panorama políticamente dividido en Argentina, lo que refleja la complejidad de predecir los resultados electorales en el país.
Tras la toma de posesión de Milei, su popularidad aumentó ante la opinión pública. Tras las primeras reformas gubernamentales y económicas emprendidas por el presidente y sus ministros, el 53 % de los argentinos tenía una muy buena y buena imagen del nuevo jefe de Estado según una encuesta de popularidad realizada por Aresco el 15 de diciembre.

## Puntos de vista religiosos

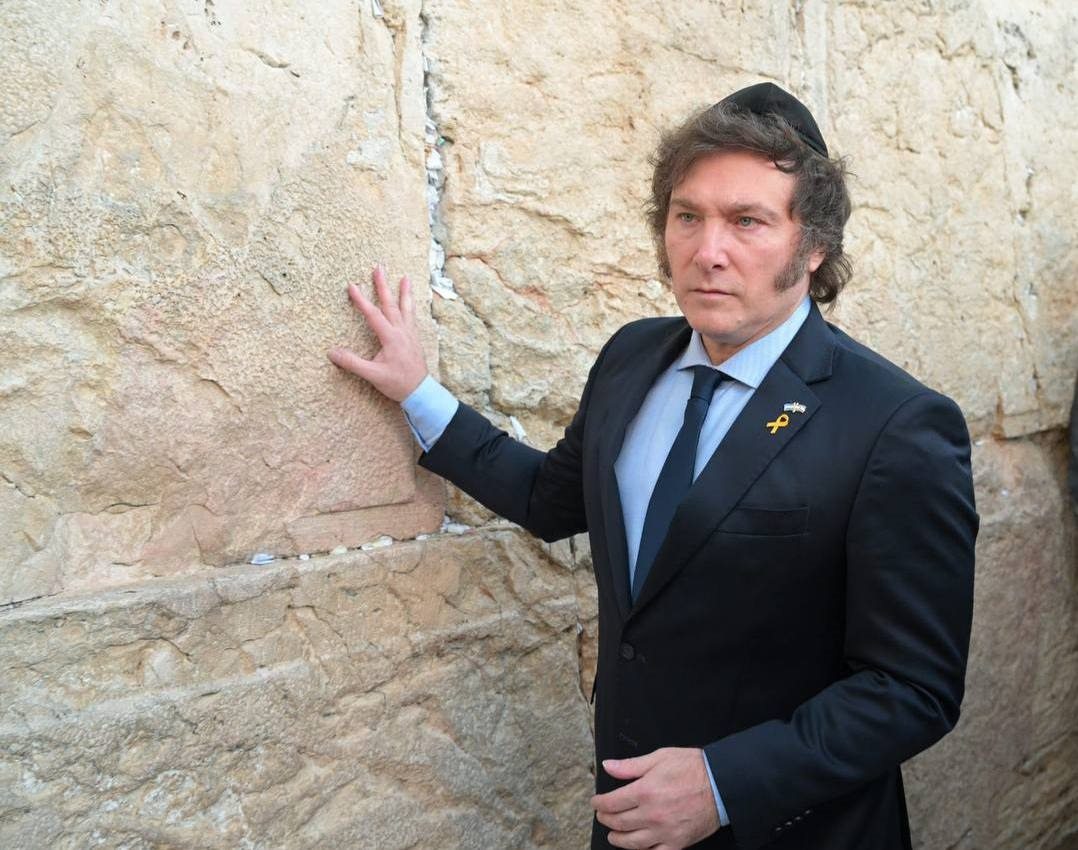
Milei rezando en el Muro Occidental de la Ciudad Vieja de Jerusalén, febrero de 2024

Aunque criado como católico, Milei ha sido crítico de la Iglesia Católica bajo el papa Francisco, a quien en diferentes ocasiones llamó un «jesuita que promueve el comunismo», «un personaje impresentable y desastroso», «un puto comunista», «comunista de mierda», «un pedazo de mierda», y «un izquierdista inmundo». También lo acusó de «predicar el comunismo al mundo» y de ser «el representante del maligno en la Tierra» por promover la opción por los pobres, una doctrina católica de justicia social de ayuda a los desfavorecidos. Como resultado, las más altas autoridades de la Conferencia Episcopal Argentina y otros católicos lo criticaron. Antes de noviembre de 2023, Milei dijo que había contemplado convertirse al judaísmo, pero que observar el sabbat judío podría plantear desafíos si llegaba a ser presidente. Milei también lee la Torá diariamente y ha visitado la tumba del rabino ortodoxo Menachem Mendel Schneerson.  En noviembre de 2023, se informó que Milei tenía la intención de convertirse al judaísmo.
En una entrevista de Radio El Mundo de 2018, Milei expresó su creencia en la existencia de Dios. Milei reiteró esta creencia en 2022 al periodista Luis Novaresio, quien le retrucó: «¿Cómo puede un tipo tan pragmático como tú creer en algo inverificable?».  Milei respondió: «Ese es tu caso. A mí me han pasado cosas muy fuertes, que superan cualquier explicación científica». Según Milei, ha tenido conversaciones con Dios, a quien llama «el número 1», y Dios le dijo que tenía la misión de entrar en la política y no parar hasta ser presidente.
La coalición de Milei, La Libertad Avanza, considera que la justicia social es un robo porque depende de los ingresos fiscales, y Milei ha dicho que Jesús no pagó impuestos. En respuesta, sobre las próximas elecciones de 2023, Francisco dijo: «La extrema derecha siempre se reconstruye, es el triunfo del egoísmo sobre el comunitarismo ... Me aterran los salvadores de la nación sin una historia partidaria». Milei también citó pasajes bíblicos para criticar al Estado, al que describe como «una invención del mal». Para demostrar lo que se ha considerado como su rechazo al Estado, ha planteado en repetidas ocasiones el dilema radical: «Si tuviera que elegir entre el Estado y la mafia, elegiría la mafia. Porque la mafia tiene códigos, la mafia se adapta, la mafia no miente. Y sobre todo, la mafia compite».

## Controversias
Milei es bien conocido por su personalidad extravagante, su estilo personal distintivo y su fuerte presencia en los medios, lo que a veces causó controversias. Al igual que otros populistas de derecha, su retórica se centra en oponerse a lo que él describe como la casta política. El partido de Milei fue criticado por incluir entre sus candidatos a neonazis y apologistas del Proceso de Reorganización Nacional. Durante su carrera política, Milei también ha estado involucrado en varias investigaciones, y ha sido acusado de tener una actitud violenta hacia periodistas y críticos, así como de comportamiento misógino, incluso hacia las mujeres en el periodismo.
En mayo de 2022, Milei fue acusado de haber plagiado a científicos como Salvador Galindo Uribarri, Mario Rodríguez Mesa, Jorge Luis Cervantes Cota y Antonio Guirao Piñera por su libro Pandenomics (2020). Galindo Uribarri no se enteró de esto hasta una entrevista con Noticias. En agosto de 2022, Ramiro Vasena, candidato de un pequeño partido liberal de Argentina, presentó una denuncia en un tribunal de Buenos Aires contra Milei por plagio en Pandenomics, calificándolo de «plagiario compulsivo». Susana Bianconi, esposa de Galindo Uribarri, no fue informada del caso, y Galindo Uribarri, de quien su esposa dijo que se sintió «ofendido hasta la médula» por el plagio, murió de cáncer en septiembre de 2022.
Las posiciones políticas de Milei han generado controversia y confusión. Algunas de sus propuestas, como su indiferencia hacia el matrimonio entre personas del mismo sexo en Argentina y su apoyo a la legalización de las drogas, contrastaron con sus políticas más conservadoras. Controvertidas fueron su oposición al aborto en casos de violación, su visión de la educación sexual integral en las escuelas como una forma de lavado de cerebro, su escepticismo hacia las vacunas contra el COVID-19, su apoyo a la posesión de armas de fuego por parte de civiles, la legalización del tráfico de órganos, la promoción de la teoría de la conspiración del marxismo cultural de extrema derecha, y la negación del cambio climático. Debido a esas controversias y a sus políticas sociales y económicas radicalmente conservadoras, su victoria en las primarias fue considerada una sorpresa, lo que anticipó su posterior victoria en las elecciones generales de 2023, y llevó a que se le describiera como un libertario y populista de extrema derecha. Durante la campaña electoral de 2023, sus críticos a menudo apuntaron a los controvertidos pronunciamientos de Milei, que han sido descritos como parte de un comportamiento extravagante y extraño, para argumentar sobre su incompetencia para gobernar. 

### Lectura adicional
- González, Juan Luis (2023). El loco: La vida desconocida de Javier Milei y su irrupción en la política argentina. Editorial Planeta. ISBN 978-950-49-8289-0.